# Dalla Punta
Dalla Punta es una variedad cultivar de ciruelo (Prunus cerasifera), de las denominadas ciruelas europeas.
Una variedad de ciruela muy antigua, muy reconocida en la región del norte de Italia.
Las frutas tienen un tamaño de medio de forma redondeada, con la piel color rojo rubí recubierta de una ligerísima capa de pruina, y pulpa de un color amarillento, textura blanda, poco jugoso, y sabor pobre, no teniendo un nivel de variedad para postre fresco en mesa. Uso culinario.

## Historia
'Dalla Punta' variedad de ciruela, fruta antigua muy utilizada tradicionalmente en la cocina del norte de Italia.
'Dalla Punta' está cultivada en diversos bancos de germoplasma de cultivos vivos, tales como en National Fruit Collection (Colección Nacional de Fruta) de Reino Unido con el número de accesión: 1958-154 y Nombre Accesión : Dalla Punta. Recibido por "The National Fruit Trials" (Probatorio Nacional de Fruta) procedente del vivero "Ansaloni", Bolonia (Italia), para evaluar sus características en 1958.

## Características
'Dalla Punta' es un árbol muy vigoroso y vital. Las ramas principales son de ángulo amplio. Es autofértil, la flor es medianamente grande y bien desarrollada. Es bastante tolerante a las heladas tardías durante la época de floración. Tiene un 10% de floración para el 20 de abril, para el 25 de abril 80% de floración y para el 6 de mayo el 90% de caída de pétalos.
'Dalla Punta' tiene una talla de tamaño medio, de forma redondeada, simétrica a ligeramente irregular, con un peso promedio de 13,40gr; epidermis tiene una piel moderadamente gruesa, firme, de color rojo rubí cuando está completamente maduro, con una ligera capa de pruina blanquecina, con línea de sutura ligeramente pronunciada, lenticelas pequeñas más oscuras; pedúnculo de longitud corto, 14.59 mm medio; pulpa de color amarillento, textura blanda, poco jugoso, y sabor pobre, por lo cual no alcanza un nivel para su consumo como  postre fresco en mesa.
Hueso semi adherido, pequeño compacto, semi redondeado, superficie rugosa.
Su tiempo de maduración varía según la región y las condiciones climáticas, maduración en la primera y  segunda decena del mes de agosto. Las frutas son óptimas para procesamiento en compota.

## Usos
La temporada de maduración es tardía. Los frutos y tienen una excelente calidad destinada a la elaboración de compotas. Tiene un alto potencial de cultivo que también se manifiesta en los años con heladas tardías siempre que se apliquen todas las prácticas de cultivo.